# Tecnico audiometrista
La professione del tecnico audiometrista è una professione sanitaria dell'area diagnostica, il cui esercizio richiede la laurea abilitante e il cui profilo professionale e l'ambito di attività che gli sono riservate è indicato dal D.M. n. 667 del 1994 del Ministero della Salute (Regolamento concernente la individuazione della figura e relativo profilo professionale dell'audiometrista).

## Attività
Il tecnico audiometrista "svolge la propria attività nella prevenzione, valutazione e riabilitazione delle patologie del sistema uditivo e vestibolare, nel rispetto delle attribuzioni e delle competenze diagnostico-terapeutiche del medico”. 
L'impegno professionale dell'audiometrista è volto "all’esecuzione di tutte le prove non invasive, psico-acustiche ed elettrofisiologiche di valutazione e misura del sistema uditivo e vestibolare ed alla riabilitazione dell’handicap conseguente a patologia dell’apparato uditivo e vestibolare”. 
Il tecnico audiometrista "opera, su prescrizione, mediante atti professionali che implicano la piena responsabilità e la conseguente autonomia; collabora con altre figure professionali ai programmi di prevenzione e di riabilitazione della sordità utilizzando tecniche e metodologie strumentali e protesiche” (comma 3).

## Formazione
Per esercitare la professione di audiometrista è necessario conseguire la laurea in Tecniche Audiometriche oppure possedere un titolo del previgente ordinamento riconosciuto equipollente o equivalente.
La laurea di Tecniche Audiometriche dà accesso alla laurea magistrale in Scienze delle Professioni sanitarie tecnico diagnostiche.